# Stivašnica
Stivašnica je naselje Općine Rogoznica u Šibensko-kninskoj županiji.

## Stanovništvo
Prema popisu iz 2011. naselje je imalo 47 stanovnika.

| broj stanovnika | 47    | 54    |
|                 | 2011. | 2021. |